# منطقة النبك
منطقة النبك منطقة سورية إدارية تتبع محافظة ريف دمشق ومركزها مدينة النبك، بلغ تعداد سكان المنطقة 80,001 نسمة حسب التعداد السكاني لعام 2004.

## نواحي منطقة النبك
- ناحية مركز النبك
- ناحية دير عطية
- ناحية قارة